# Afrikansk skestork
Afrikansk skestork (Platalea alba) er en storkefugl, der lever i subsaharisk Afrika.